# الرعاية الصحية في لوكسمبورغ

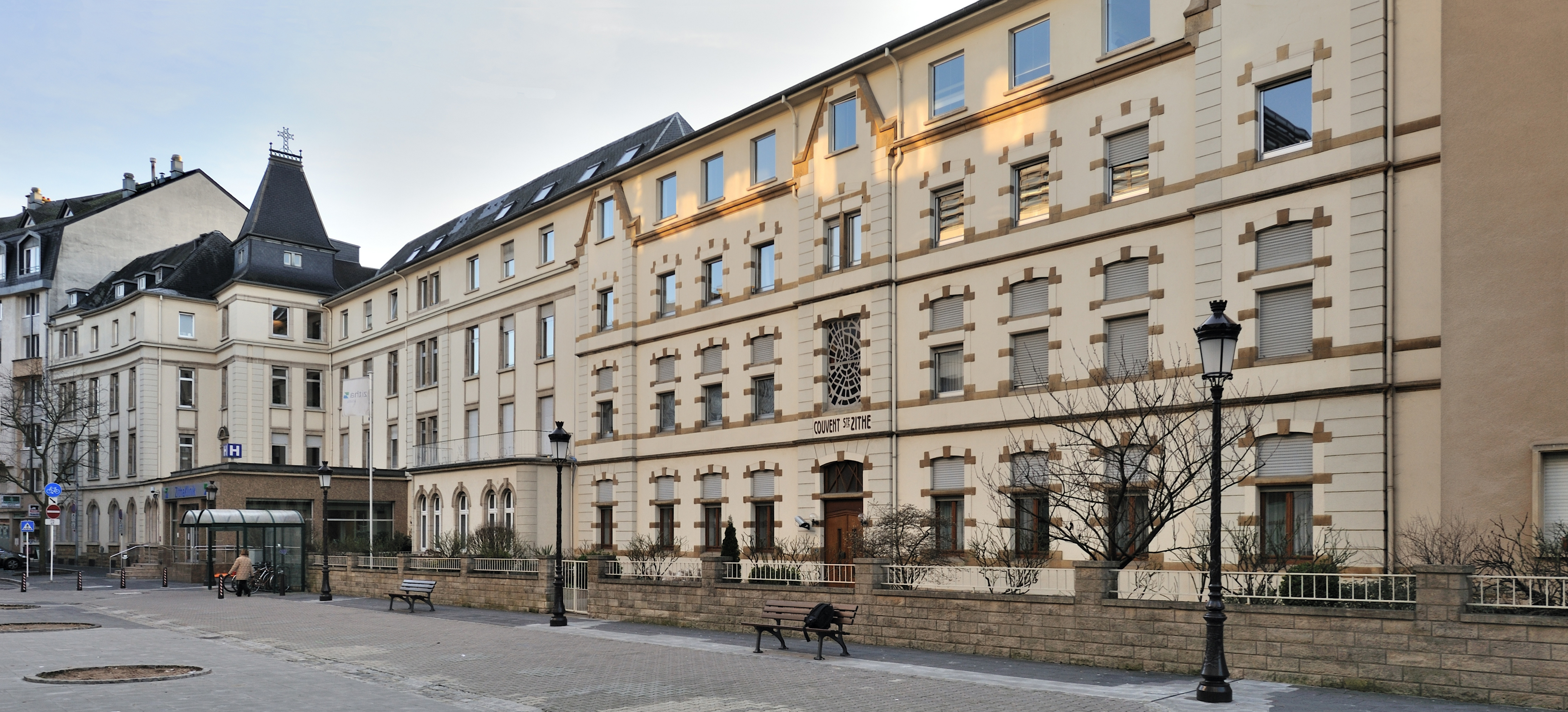

ترتكز الرعاية الصحية في لوكسمبورغ على ثلاثة مبادئ أساسية: التأمين الصحي الإلزامي، وحرية المرضى في اختيار مقدم الرعاية الصحية، وامتثال مقدمي الرعاية الصحية إلزاميًا بالتكاليف الثابتة المحددة مقابل الخدمات المقدَّمة. يغطي نظام الرعاية الصحية المواطنين مقدِّمًا خدمات طبية، وخدمات للأمومة وأمراضها، وخدمات لكبار السن، وخدمات العناية. تختلف تغطية التأمين اعتمادًا على وظيفة الفرد. يحظى الموظفون أو الذين يتقاضون رواتب من الضمان الاجتماعي بتغطية شاملة للتأمين، أما ذوو الأعمال الحرة والتجار فيحظون بكل من الخدمات الطبية والعناية. يموَّل كل ذلك من الضرائب المفروضة على الدخل والرواتب والأجور. مع ذلك، تغطي الحكومة تمويل خدمات الأمومة وأي قطاع يتطلب تمويلًا إضافيًا. يشتري 75% من السكان برامج رعاية صحية مساندة. يغطي نظام الرعاية الصحية الدولي 99% من الشعب.

## تنظيم الرعاية الصحية وإمكانية الوصول
الرعاية الاجتماعية
يوجد الآن قانون سُنّ في 8 سبتمبر 1998 بين الدولة والمنظمات غير الحكومية التي تعمل في الرعاية الاجتماعية. تعَد المنظمات غير الحكومية المستقلة جنبًا إلى جنب مع وزارة الصحة ووزارة الأسرة والرعاية الاجتماعية من أوسع القطاعات المساندة للحكومة الممتدة في لوكسمبورغ فتشمل خدمات مثل: أنشطة للوقاية من المخدرات، وإيواء لمشردي الدولة، ومصادر للآباء العزّاب كرعاية الأطفال والأنشطة الترفيهية. لا تتاح تغطية الخدمات غير الضرورية ضمن أطر التأمين الصحي الإلزامي فحسب، بل تعَد واسعة الاستخدام أيضًا، إذ يشترك 75% من السكان بتأمين صحي تكميلي لتوسعة مدى الرعاية الصحية شاملًا الخدمات غير الأساسية والحالات التي لا تستدعي علاجًا يُذكر.
التأمين الصحي
يعَد نظام التأمين الصحي الدولي في لوكسمبورغ مسؤولًا عن الرعاية الصحية لنحو 99% من السكان. يقدم اتحاد صناديق الأمراض هذا النظام الإلزامي للتأمين الصحي ويديره جنبًا إلى جنب مع 9 وكالات منفصلة يتوزع بها عموم السكان حسب مهنتهم. يوضح وزراء الصحة والضمان الاجتماعي كافة الخدمات التي يقدمها المختصون ويحددونها. كان برنامج التأمين الصحي التطوعي محدودًا عادةً؛ بسبب النظام العام الإلزامي مباشرةً، إذ يغطي غالبية ديون السكان للخدمات الطبية.

## التحديات الأولية للصحة الوطنية
إحدى أكبر مشكلات الصحة الوطنية في لوكسمبورغ الوفاةُ بسبب الأمراض غير المعدية مثل السرطان وداء السكري والأمراض القلبية الوعائية وأمراض الجهاز التنفسي المزمنة الناتجة عن عوامل متنوعة رغم أن أغلب الملحوظ ناتج عن تعاطي المخدرات. كانت الوفيات المبكرة نتيجةً مباشرةً للأمراض غير السارية سببًا للموت على الصعيد الوطني باحتمالية 11% للوفاة في سن 30 حتى 70 سنة، بأمراض القلب والأوعية الدموية، وأمراض الجهاز التنفسي المزمنة، والسرطان الذي يحصد غالبية الأرواح من فئة منتصف العمر.
الكحول
تتميز لوكسمبورغ بأنها واحدة من أعلى مستويات استهلاك الكحول على مستوى دول أوروبا، إذ يبلغ معدل استهلاك نحو أكثر من 60% فوق معدل الأوروبيين. تمثلت سياسة الاتحاد الأوروبي فيما يخص الكحول بانخفاض أسعاره وتوفره على نطاق واسع؛ ما ساهم في مستويات عالية من استهلاك الكحول. يعَد معدل الوفيات الناجم عن أسباب تتعلق بالكحول واحدًا من أكثر المعدلات على مستوى باقي الدول الأوروبية مثل سلوفينيا وكرواتيا وفنلندا، ويعَد هذا نتيجة مباشرة لعادات شعب لوكسمبورغ في الاستهلاك بمستويات ضارة. تساهم المكونات الأقل تكلفة في تصنيع كحول قوي -مثل كحول الحبوب- في ارتفاع الاستهلاك. وفقًا لمنظمة التعاون الاقتصادي والتنمية، يستهلك 35% من البالغين في لوكسمبورغ في 2014 كميات كبيرة من الكحول في الجلسة الواحدة. أدى تعاطي الكحول والاعتماد عليها إلى أخذ مساهمة الأمراض المرتبطة بالكحول بعين الاعتبار ضمن أسباب وفاة المواطنين.